# Бородокин, Станислав Юрьевич
Станислав Юрьевич Бородокин (род. 23 октября 1944, село Кочки, Новосибирская область, РСФСР, СССР) — советский и российский актёр.

## Биография
Станислав Бородокин родился 23 октября 1944 года в селе Кочки Новосибирской области в семье военнослужащего.
Окончил среднюю школу в Виннице и Всесоюзный государственный институт кинематографии (с перерывом; мастерские Якова Сегеля, Бориса Бибикова и Ольги Пыжовой, 1962—1969). Будучи студентом первого курса, он снялся в фильме режиссёра Сергея Герасимова «Люди и звери».
Конец 1960-х — начало 1970-х годов были наиболее продуктивны в карьере. Работал на киностудии «Мосфильм», в Театре киноактёра (1969—1989), в Театре-студии «Драматург» при Союзе театральных деятелей Российской Федерации (Всероссийское театральное общество, 1989—2005).

## Семья
Первая жена — Фекленко Наталья Владимировна (род. 1946), советская, российская актриса театра и кино. Заслуженная артистка России.
- Дочь — Фекленко Дарья Владимировна (род. 1970, отчество по отчиму, второму мужу матери), актриса, режиссёр.
  - Внук — Шенталинский-Фекленко Иван Сергеевич.

Вторая жена — Бородокина Ирина Леонидовна, работала в Театре им. Моссовета.
- Сын — Бородокин Даниил Станиславович (род. 17 ноября 1980). Супруга сына — Чечко Ольга Сергеевна (род. 8 июля 1985), работает врачом ультразвуковой диагностики. 
  - Внук — Бородокин Ефим Даниилович (род. 15 августа 2015).
  - Внучка — Бородокина Зоя Данииловна (род. 12 мая 2022).

## Фильмография
- 1962 — Карусель (к/м) — Он
- 1962 — Люди и звери — Вовка
- 1965 — Таёжный десант — «Букварь»
- 1967 — Стюардесса — геолог
- 1967 — Осенние свадьбы — Юрка
- 1968 — Слепой дождь… — Олег
- 1968 — День ангела — Саша
- 1968 — Времена года (киноальманах) — таксист
- 1968 — Четвёртый папа
- 1969 — Та самая ночь
- 1969 — Король-олень — Дзанни
- 1970 — Удивительный мальчик — фигляр
- 1970 — Случай с Полыниным — актёр
- 1970 — Опекун — милиционер
- 1970 — Белорусский вокзал — гость
- 1970 — Алексеич — Савостин
- 1971 — Седьмое небо — Володя
- 1971 — Инспектор уголовного розыска — Сева Гриневич
- 1972 — Неизвестный, которого знали все — Валерий
- 1972 — Командир счастливой «Щуки» — Сергей Шухов
- 1972 — Вера, Надежда, Любовь — Алексей
- 1973 — Товарищ бригада — Кердиш
- 1973 — С тобой и без тебя — Иван Суханов
- 1974 — Три дня в Москве — гость бабушки
- 1974 — Стоянка — три часа — милиционер
- 1974 — Выбор цели — Феликс
- 1974 — Рождённая революцией — Вася
- 1975 — Дума о Ковпаке — Войтенко
- 1975 — Они сражались за Родину — красноармеец
- 1975 — Дорога — Потапов
- 1976 — Восхождение — партизан
- 1976 — Быть братом — Константин Лобанов
- 1979 — Поэма о крыльях — расклейщик листовок
- 1980 — Такие же, как мы! — Федющенко
- 1981 — Красные колокола — Благонравов
- 1982 — Открытое сердце — Серёжа
- 1982 — Мишка, Малыш и другие — Фёдор Иванович
- 1992 — А спать с чужой женой хорошо!? — Петруша[источник не указан 4571 день]